# مقاطعة لابيت (كانساس)
مقاطعة لابيت (بالإنجليزية: Labette County)‏ هي إحدى المقاطعات في ولاية كانساس، الولايات المتحدة الأمريكية.